# صموئيل جي. كروفورد
صموئيل جي. كروفورد هو محامي وسياسي أمريكي، ولد في 10 أبريل 1835 في مقاطعة لورانس في الولايات المتحدة، وتوفي في 21 أكتوبر 1913 في توبيكا في الولايات المتحدة. نشط حزبياً في الحزب الجمهوري. وقد انتخب حاكم كانساس ‏ وانتخب عضو مجلس نواب كنساس ‏.